# Верон, Гонсало
Гонсало Альберто Верон (исп. Gonzalo Alberto Verón; род. 24 декабря 1989, Буэнос-Айрес) — аргентинский футболист, нападающий клуба «Ангостура».

## Биография
Верон начал профессиональную карьеру в клубе третьего дивизиона «Спортиво Итальяно». 24 мая 2009 года в матче против «Тристан Суарес» он дебютировал за команду. За четыре сезона Гонсало сыграл в более чем 60 матчах, балансируя между вторым и третьим дивизионом.
В 2012 году Верон перешёл в «Сан-Лоренсо». 9 сентября в матче против «Колона» он дебютировал в аргентинской Примере, заменив во втором тайме Хуана Мерсьера. 4 мая 2013 года в поединке против «Кильмеса» Верон забил свой первый гол на высшем уровне. В октябре в матче Кубка Аргентины Гонсало получил травму, которая оставила его вне игры на полгода. В 2014 году Верон стал чемпионом Аргентины, а также выиграл Кубок Либертадорес.
5 августа 2015 года Верон перешёл в клуб MLS «Нью-Йорк Ред Буллз», подписав контракт в качестве назначенного игрока. За «Ред Буллз» дебютировал 9 августа в дерби против «Нью-Йорк Сити», выйдя на замену на 86-й минуте вместо Майка Греллы. 15 августа в матче против «Торонто» забил свой первый гол в MLS. 8 июня 2016 года Верон был заявлен в «Нью-Йорк Ред Буллз II», фарм-клуб «Ред Буллз» в USL, перед матчем следующего дня против «Харрисберг Сити Айлендерс». По окончании сезона 2017 «Нью-Йорк Ред Буллз» отклонил опцию продления контракта с «Вероном».
21 декабря 2027 года на втором этапе Драфта возвращений MLS Верон был выбран клубом «Ди Си Юнайтед». Однако Верон не стал подписывать контракт с «Ди Си» и 26 января 2018 года подписал контракт с аргентинским клубом «Индепендьенте».
В июне 2021 года Верон подписал контракт с эквадорским клубом «Аукас».
В феврале 2024 года Верон подписал контракт с венесуэльским клубом «Ангостура».

## Достижения
Командные
 «Сан-Лоренсо»
- Чемпион Аргентины: Инисиаль 2013
- Обладатель Кубка Либертадорес: 2014

 «Нью-Йорк Ред Буллз»
- Победитель регулярного чемпионата MLS: 2015